# جاش سگارا
جاش سگارا (به انگلیسی: Josh Segarra) (زاده ۳ ژوئن ۱۹۸۶) بازیگر آمریکایی است.
از فیلم‌هایی که وی در آن نقش داشته است می‌توان به در دریا اشاره کرد. او همچنین در سریال کماندار در نقشآدرین چیس ایفای نقش کرده است
صدا گذار شخصیت آبراهام ریز در بازی red dead redemption 1